# Paralyricen jepsoni
Paralyricen jepsoni är en insektsart som beskrevs av Frederick Arthur Godfrey Muir 1913. Paralyricen jepsoni ingår i släktet Paralyricen och familjen Derbidae. Inga underarter finns listade i Catalogue of Life.